# ميلوراد كوراتش
ميلوراد كوراتش (بالسيريلية الصربية: Милорад Кораћ) هو مدرب كرة قدم ولاعب كرة قدم صربي في مركز حراسة المرمى، ولد في 10 مارس 1969 في Požega, Serbia ‏ في صربيا. لعب مع كوجالي سبور ونادي أوبليتش ونادي خزر لنكران.

## وصلات خارجية
- ميلوراد كوراتش على موقع اتحاد تركيا (لاعب) (الإنجليزية)
- ميلوراد كوراتش على موقع قاعدة بيانات كرة القدم.إي يو (الإنجليزية)
- ميلوراد كوراتش على موقع Soccerway.com (الإنجليزية)